# Xian de Nyainrong
Le xian de Nyainrong (聂荣县 ; pinyin : Nièróng Xiàn) est un district administratif de la région autonome du Tibet en Chine. Il est placé sous la juridiction de la préfecture de Nagchu.

## Démographie
La population du district était de 28 086 habitants en 1999.